# Hypsohapsis
Hypsohapsis is een geslacht van wantsen uit de familie van de Schizopteridae. Het geslacht werd voor het eerst wetenschappelijk beschreven door Hoey-Chamberlain & Weirauch in 2016.

## Soorten
Het genus bevat de volgende soorten:

- Hypsohapsis amazonica Albuquerque, Carvalho-Filho & Fernandez, 2019
- Hypsohapsis takiyae Hoey-Chamberlain & Weirauch, 2016